# Herrarnas K-4 1000 meter i kanotsport vid olympiska sommarspelen 2008
Herrarnas K-4 1000 meter vid olympiska sommarspelen 2008 hölls på Shunyi Olympic Rowing-Canoeing Park i Peking. 

## Medaljörer
| Gren            | Guld                                                                          | Silver                                                               | Brons                                                                         |
| K-4, 1000 meter | Belarus Raman Piatrusjenka Aliaksei Abalmasau Artur Litvintjuk Vadzim Machneu | Slovakien Richard Riszdorfer Michal Riszdorfer Erik Vlček Juraj Tarr | Tyskland Lutz Altepost Norman Bröckl Torsten Eckbrett Bjorn Hogel Goldschmidt |

## Resultat

### Heat

#### Heat 1
| Placering | Kanotister                                                               | Land       | Tid      | Noteringar |
| --------- | ------------------------------------------------------------------------ | ---------- | -------- | ---------- |
| 1         | Lutz Altepost, Norman Bröckl, Torsten Eckbrett, Björn Goldschmidt        | Tyskland   | 2:57.148 | QF         |
| 2         | Márton Sík, István Beé, Ákos Vereckei, Gábor Bozsik                      | Ungern     | 2:57.242 | QF         |
| 3         | Raman Piatrusjenka, Aliaksei Abalmasau, Artur Litvintjuk, Vadzim Machneu | Belarus    | 2:58.825 | QF         |
| 4         | Li Zhen, Liu Haitao, Zhou Peng, Lin Miao                                 | Kina       | 2:59.271 | QS         |
| 5         | Dave Smith, Tony Schumacher, Tate Smith, Clint Robinson                  | Australien | 3:00.920 | QS         |

#### Heat 2
| Placering | Kanotister                                                           | Land      | Tid      | Noteringar |
| --------- | -------------------------------------------------------------------- | --------- | -------- | ---------- |
| 1         | Richard Riszdorfer, Michal Riszdorfer, Erik Vlček, Juraj Tarr        | Slovakien | 2:57.876 | QF         |
| 2         | Franco Benedini, Antonio Rossi, Alberto Ricchetti, Luca Piemonte     | Italien   | 2:58.627 | QF         |
| 3         | Marek Twardowski, Tomasz Mendelski, Paweł Baumann, Adam Wysocki      | Polen     | 2:59.290 | QF         |
| 4         | Ilja Medvedev, Evgenj Salachov, Anton Vasilev, Konstantin Visjnjakov | Ryssland  | 2:59.518 | QS         |
| 5         | Brady Reardon, Angus Mortimer, Chris Pellini, Rhys Hill              | Kanada    | 3:06.811 | QS         |

### Semifinal
| Placering | Kanotister                                                           | Land       | Tid      | Noteringar |
| --------- | -------------------------------------------------------------------- | ---------- | -------- | ---------- |
| 1         | Ilya Medvedev, Evgeny Salakhov, Anton Vasilev, Konstantin Vishnyakov | Ryssland   | 3:00.459 | QF         |
| 2         | Li Zhen, Liu Haitao, Zhou Peng, Lin Miao                             | Kina       | 3:01.787 | QF         |
| 3         | Brady Reardon, Angus Mortimer, Chris Pellini, Rhys Hill              | Kanada     | 3:02.572 | QF         |
| 4         | David Smith, Tony Schumacher, Tate Smith, Clint Robinson             | Australien | 3:02.743 |            |

### Final
| Placering | Kanotister                                                               | Land      | Tid      | Noteringar |
| --------- | ------------------------------------------------------------------------ | --------- | -------- | ---------- |
|           | Raman Piatrusjenka, Aliaksei Abalmasau, Artur Litvintjuk, Vadzim Machneu | Belarus   | 2:55.714 |            |
|           | Richard Riszdorfer, Michal Riszdorfer, Erik Vlček, Juraj Tarr            | Slovakien | 2:56.593 |            |
|           | Lutz Altepost, Norman Bröckl, Torsten Eckbrett, Björn Goldschmidt        | Tyskland  | 2:56.676 |            |
| 4         | Franco Benedini, Antonio Rossi, Alberto Ricchetti, Luca Piemonte         | Italien   | 2:57.626 |            |
| 5         | Márton Sík, István Beé, Ákos Vereckei, Gábor Bozsik                      | Ungern    | 2:59.009 |            |
| 6         | Marek Twardowski, Tomasz Mendelski, Paweł Baumann, Adam Wysocki          | Polen     | 2:59.505 |            |
| 7         | Li Zhen, Liu Haitao, Zhou Peng, Lin Miao                                 | Kina      | 3:00.078 |            |
| 8         | Ilja Medvedev, Evgenj Salachov, Anton Vasilev, Konstantin Visjnjakov     | Ryssland  | 3:00.654 |            |
| 9         | Brady Reardon, Angus Mortimer, Chris Pellini, Rhys Hill                  | Kanada    | 3:01.630 |            |